# Mindörökké (album)
A Mindörökké a Nevergreen gothic-doom metal együttes hatodik nagylemeze, egyben az első koncert lemeze. A Hammer Music gondozásában jelent meg 2003-ban.
A lemezre A Gothica III fesztivál (2003. május 2-án a Petőfi Csarnok) fölvételei kerültek, megjelent extra hosszú kazetta, dupla CD és 2004 elején DVD és VHS formában. A videó a 20. helyre került a Mahasz DVD Top 20 albumlistáján.

## Számlista
| Mindörökké CD 1 (MC A oldal) 2003 HM | Mindörökké CD 1 (MC A oldal) 2003 HM | Mindörökké CD 1 (MC A oldal) 2003 HM | Mindörökké CD 1 (MC A oldal) 2003 HM | Mindörökké CD 1 (MC A oldal) 2003 HM | Mindörökké CD 1 (MC A oldal) 2003 HM | Mindörökké CD 1 (MC A oldal) 2003 HM | Mindörökké CD 1 (MC A oldal) 2003 HM | Mindörökké CD 1 (MC A oldal) 2003 HM | Mindörökké CD 1 (MC A oldal) 2003 HM |
|                                      | Cím                                  | Hossz                                |                                      |                                      |                                      |                                      |                                      |                                      |                                      |
| ------------------------------------ | ------------------------------------ | ------------------------------------ | ------------------------------------ | ------------------------------------ | ------------------------------------ | ------------------------------------ | ------------------------------------ | ------------------------------------ | ------------------------------------ |
| 1.                                   | Requiem                              | 02:29                                |                                      |                                      |                                      |                                      |                                      |                                      |                                      |
| 2.                                   | Armageddon                           | 01:34                                |                                      |                                      |                                      |                                      |                                      |                                      |                                      |
| 3.                                   | Új sötét kor                         | 03:13                                |                                      |                                      |                                      |                                      |                                      |                                      |                                      |
| 4.                                   | A tested íze                         | 03:42                                |                                      |                                      |                                      |                                      |                                      |                                      |                                      |
| 5.                                   | Erős, mint a halál                   | 05:17                                |                                      |                                      |                                      |                                      |                                      |                                      |                                      |
| 6.                                   | Soha már                             | 03:56                                |                                      |                                      |                                      |                                      |                                      |                                      |                                      |
| 7.                                   | Tűz jöjj velem                       | 04:05                                |                                      |                                      |                                      |                                      |                                      |                                      |                                      |
| 8.                                   | O Fortuna                            | 04:22                                |                                      |                                      |                                      |                                      |                                      |                                      |                                      |
| 9.                                   | Idegen vér                           | 03:04                                |                                      |                                      |                                      |                                      |                                      |                                      |                                      |
| 10.                                  | Mindörökké                           | 03:45                                |                                      |                                      |                                      |                                      |                                      |                                      |                                      |
| 11.                                  | Danse macabre                        | 02:39                                |                                      |                                      |                                      |                                      |                                      |                                      |                                      |
| 12.                                  | A harang értünk szól                 | 04:30                                |                                      |                                      |                                      |                                      |                                      |                                      |                                      |
| 42:36                                |                                      |                                      |                                      |                                      |                                      |                                      |                                      |                                      |                                      |

| Mindörökké CD 2 (MC B oldal) 2003 HM | Mindörökké CD 2 (MC B oldal) 2003 HM | Mindörökké CD 2 (MC B oldal) 2003 HM | Mindörökké CD 2 (MC B oldal) 2003 HM | Mindörökké CD 2 (MC B oldal) 2003 HM | Mindörökké CD 2 (MC B oldal) 2003 HM | Mindörökké CD 2 (MC B oldal) 2003 HM | Mindörökké CD 2 (MC B oldal) 2003 HM | Mindörökké CD 2 (MC B oldal) 2003 HM | Mindörökké CD 2 (MC B oldal) 2003 HM |
|                                      | Cím                                  | Hossz                                |                                      |                                      |                                      |                                      |                                      |                                      |                                      |
| ------------------------------------ | ------------------------------------ | ------------------------------------ | ------------------------------------ | ------------------------------------ | ------------------------------------ | ------------------------------------ | ------------------------------------ | ------------------------------------ | ------------------------------------ |
| 1.                                   | Az Isten arca                        | 05:09                                |                                      |                                      |                                      |                                      |                                      |                                      |                                      |
| 2.                                   | Here Comes the Rain Again            | 04:56                                |                                      |                                      |                                      |                                      |                                      |                                      |                                      |
| 3.                                   | Öleljen a tűz                        | 05:02                                |                                      |                                      |                                      |                                      |                                      |                                      |                                      |
| 4.                                   | A szerelem magányos templomában      | 03:59                                |                                      |                                      |                                      |                                      |                                      |                                      |                                      |
| 5.                                   | Én az árnyék                         | 04:19                                |                                      |                                      |                                      |                                      |                                      |                                      |                                      |
| 6.                                   | Requiem                              | 04:55                                |                                      |                                      |                                      |                                      |                                      |                                      |                                      |
| 7.                                   | Minden áldozat te légy               | 05:44                                |                                      |                                      |                                      |                                      |                                      |                                      |                                      |
| 8.                                   | Tested rejtsen el                    | 04:19                                |                                      |                                      |                                      |                                      |                                      |                                      |                                      |
| 9.                                   | Furor Christiani                     | 03:33                                |                                      |                                      |                                      |                                      |                                      |                                      |                                      |
| 10.                                  | Ámok                                 | 05:56                                |                                      |                                      |                                      |                                      |                                      |                                      |                                      |
| 47:52                                |                                      |                                      |                                      |                                      |                                      |                                      |                                      |                                      |                                      |

## Közreműködők
- Bob Macura – ének, basszusgitár
- Matláry Miklós – billentyűk
- Rusic Vladimir – gitár
- Szabó Endre – dob